# Монегарио, Доменико
Доменико Монегарио (итал. Domenico Monegario; VIII век) — 6-й венецианский дож.
Доменико Монегарио был избран дожем при поддержке короля лангобардов Дезидерия. В 764 году он был свергнут, ослеплён и сослан, как и два его предшественника.